# 川根 (小惑星)
川根（かわね、9033 Kawane）は小惑星帯に位置する小惑星。静岡県の裾野観測所で、秋山万喜夫と古田俊正が発見した。
静岡県の中部、榛原郡に位置していた川根町（現在は島田市）から命名された。